# Intitholalu, Belur
Intitholalu là một làng thuộc tehsil Belur, huyện Hassan, bang Karnataka, Ấn Độ.